# Павленко Микола Михайлович
Микола Михайлович Павле́нко (нар. 15 червня 1937, Сотніковське) — радянський вчений в галузі хімії і біохімії виноробства, доктор технічних наук з 1982 року, професор з 1983 року. Представник СРСР в Міжнародній організації виноградарства і виноробства (1981) і член її виконавчого комітету.

## Біографія
Народився 15 червня 1937 року в селі Сотніковському Благодарненського району Ставропольського краю РРФСР. 1964 року закінчив Кабардино-Балкарський державний університет. З 1964 року на науково-дослідній роботі у Всесоюзному науково-дослідних інституті виноробства і виноградарства «Магарач». З 1973 року завідувач відділу хімії вина цього ж інституту. Керівник робіт з комплексної стабілізації вин, а також з розробки експресних методів і приладів, що забезпечують можливість контролю і автоматичного управління технологічними процесами освітлення і стабілізації вин. Член КПРС з 1973 року.

## Наукова діяльність
Вивчив механізм виникнення білкових помутнінь, провів дослідження за мембранною технологією та інше. Автор понад 100 наукових праць, 12 авторських свідоцтв на винаходи. Серед робіт:
- Иммобилизация кислых протеиназ. — Биоорганическая химия, 1976, т. 2, № 2 (у співавторстві);
- Итоги исследований в области химии вина и разработки методов контроля. — Тр. / ВНИИВиВ «Магарач», 1978, т. 19;
- Справочник для работников лабораторий винзаводов. — Москва, 1979 (у співавторстві);
- Perspectives des filtres a membranes pour la clarification et la stabilisation des vins. — Bull, de l'O.I.V., 1980, v. 53, № 589.